# Fidlar
Fidlar, estilizado como FIDLAR, é uma banda de punk rock de Los Angeles, Califórnia. Sua gravadora atual é Mom + Pop Music nos Estados Unidos, Wichita Recordings no Reino Unido, e Dine Alone Records no Canadá.
O nome da banda é um acrônimo para Fuck It Dog, Life's a Risk, um mantra skatista e hedonista dos colegas de quartos do integrante da banda, Zac Carper, o qual pode ser traduzido literalmente como "Foda-se, Cachorro, a Vida é um Risco". A banda originalmente chama-se Fuck The Clock, como cantado em sua música Cheap Beer, em referência ao desprezo dos membros do grupo por trabalhos "on the clock" tradicionalmente representados pela jornada das 9 às 17 horas. Os membros fundadores, Zac Carper e Elvis Kuehn, se conheceram enquanto trabalhavam em um estúdio de gravação, Carper como engenheiro e Kuehn como estagiário. Os dois começaram a gravar quando o estúdio estava desocupado e a publicar seus trabalhos online. Três anos depois de sua primeira gravação, estavam tocando ao lado de The Black Lips e fazendo tour com The Hives.
Em 2011 lançaram seu primeiro extended play,DIYDUI, produzido por Lewis Pesacov, e em 2012 a banda foi nomeada pela Stereogum's como uma das 40 melhores bandas do ano. Em 2015, a banda apareceu pela primeira vez na televisão, no programa Jimmy Kimmel Live!, onde tocaram as músicas West Coast e Why Generation, do álbum Too. Em 2016, a banda tocou no programa de televisão Conan.

## Membros
Elvis Kuehn (guitarra e vocal) e Max Kuehn (bateria) são filhos de Greg Kuehn, tecladista de uma famosa banda punk de Long Beach, a T.S.O.L.. Zac Carper (vocal e guitarra) é filho de John Carper, um famoso projetista de pranchas de surf. Zac sofreu com o vício em drogas e passou por uma clínica de reabilitação por isso, o que inspirou a música No Waves. Bassist Brandon Schwartzel foi amigo de Carper antes de se juntar à banda, os dois tendo em comum um passado com drogas e como moradores de rua. Os quatro tocam juntos como Fidlar desde 2009. Zac nasceu no Havaí, enquanto Elvis e Max são ambos de Los Angeles, e Brandon de San Diego.

## Discografia

### Álbuns de estúdio
| Título      | Detalhes |
| ----------- | --- |
| Fidlar      | - Lançamento: 22 de Janeiro de 2013 - Gravadoras: Mom + Pop Music, Burger Records (EUA); Wichita Recordings (RU); Dine Alone Records (CA) - Formatos: LP, CD, Fita cassete, Download digital |
| Too         | - Lançamento: 4 de Setembro de 2015 - Gravadoras: Mom + Pop Music, Burger Records (EUA); Wichita Recordings (RU); Hostess Entertainment (JA) - Formatos: LP, CD, cassete, download digital   |
| Almost Free | - Lançamento: 25 de Janeiro de 2019 - Gravadoras: Mom + Pop Music, Liberator, Dine Alone (Canada) - Formatos: LP, CD, cassete, download digital                                              |

### Extended Plays
| Título                          | Detalhes |
| ------------------------------- | --- |
| DIYDUI                          | - Lançamento: 12 de Abril de 2011 - Gravadora: White Iris Records - Formatos: 7", download digital                               |
| Shit We Recorded In Our Bedroom | - Lançamento: 2012 - Gravadora: Lançamento Independente - Formato: download digital                                              |
| Don’t Try...                    | - Lançamento: 10 de Abril 2012 - Gravadoras: Mom + Pop Music (EUA); Wichita Recordings (RU) - Formatos: 7", CD, download digital |
| Don't Fuck With Vol. 01         | - Lançamento: 15 de Dezembro de 2022 - Gravadoras: Lançamento Independente - Formatos: 7", CD, download digital                  |
| That's Life                     | - Lançamento: 17 de Março de 2023 - Gravadoras: Lançamento Independente - Formatos: download digital                             |
| Centipede                       | - Lançamento: 17 de Março de 2023 - Gravadoras: Lançamento Independente - Formatos: download digital                             |
| Don't Fuck With Vol. 02         | - Lançamento: 19 de Maio de 2023 - Gravadoras: Lançamento Independente - Formatos: download digital                              |

### Singles
- No Waves (2012)
- Cheap Beer (2012)
- I Just Wanna Die (2012)[25]
- Awkward (2013)
- 40oz on Repeat (2015)
- Drone (2015)
- Sabotage (2016) (cover de Beastie Boys)

## Aparições na mídia
- No Waves é tocado nos jogos de vídeo game Saints Row IV e The Crew, e também na série do Netflix, Love
- White on White é tocado no vídeo game Sunset Overdrive
- Cheap Beeraparece no filme Neighbors, na série de televisão iZombie, e no filme True de Plan B's.
- Cocaine aparece no programa de TV Finding Carter e no vídeo game Grand Theft Auto V.
- 5 to 9 é tocado no décimo sexto episódio da quarta temporada de The Vampire Diaries
- Wait For the Man e Oh são tocados em um episódio de Shameless.
- Cheap Beer e No Waves ambos constam na trilha sonora de The Crew.
- Punks é tocada no promo Embrace Your Dark Side para a quarta temporada da série Arrow.
- Drone consta na trilha sonora do vídeo game WWE 2K17.
- O cover da banda da música Red Right Hand aparece na abertura da série de televisão Peaky Blinders, da BBC.[26]

## Prêmios
No O Music Awards de 2013, Fidlar foi nomeado na categoria "melhor artista nascido na web".
No AIM Independent Music Awards de 2013, organizado pela Association of Independent Music, Fidlar foi nomeado na categoria de "melhor performance ao vivo".